# The man from Barbarossa
The man from Barbarossa är den elfte romanen av John Gardner om Ian Flemings hemlige agent, James Bond. Den utkom första gången 1991, men har inte översatts till svenska.

## Handling
Josif Vorontsov, en ukrainare, överlämnade sig under andra världskriget till tyskarna och blev SS-officer. Han blev en av de mest fruktade SS-officerarna under Operation Barbarossa. Efter kriget lyckades han fly. 
1990 kidnappas en äldre amerikan, Joel Penderek. Strax därefter kommer en kommuniké från organisationen Scales of Justice (på ryska Chushi Pravosudia), som menar att Penderek i själva verket är krigsförbrytaren Vorontsov och att de vill att ryska regeringen ska döma Vorontsov i en offentlig rättegång för att visa att de tar de ryska judarnas öde på allvar. Om presidenten vägrar kommer de att börja mörda högt uppsatta regeringstjänstemän. Ryssarna vägrar, varpå flera prominenta tjänstemän dödas, trots att det borde ha varit omöjligt att nå dem.
James Bond kallas in för operation Fallen Timbers, där den israeliske agenten Pete Natkowitz för med sig information om att de kan bevisa att Vorontsov och Penderek i själva verket är två olika män och att Scales of Justice har kidnappat fel person och att Mossad har Vorontsov under bevakning. Snart visar det sig dock att även Vorontsov förts bort. 
Snart upptäcker de att två franska agenter har tagit sig in i Storbritannien. Med tanke på läget, tar Bond och Natkowitz kontakt med dem, men de använder en konstig täckhistoria för att förklara sin närvaro. Bond och Natkowitz försöker skugga de franska agenterna, men Bond blir överfallen. Under konvalescensen blir Bond informerad om den ryske generalen Yevgeny Yuskovich, som är släkt med Vorontsky och vars expertis är kärnvapen. 
För att kunna infiltrera Scales of Justice måste Bond och Natkowich samarbeta med en specialavdelning av KGB, som leds av Boris Stepakov. Stepakovs grupp arbetar självständigt och har lyckats få tag en professor Lyko, som arbetar för Scales of Justice, att bli dubbelagent. Deras information visar att Scales of Justice har en massiv organisation, som är oerhört effektiv och hemlighetsfull. Deras enda chans är att skicka Bond och Natkowitz till Sovjetunionen som ersättare för ett brittiskt filmteam som Scales of Justice har skickat efter. Tillsammans med Stepakovs medhjälpare Nina Bibikova blir Bond och Natkowich förda till ett stort hus. Där får de i uppdrag att filma en rättegång mot Vorontsov (spelad av Penderek, som visar sig vara en rysk agent), med en hel rad judiska vittnen. Bond upptäcker dock att två av vittnena är två äldre beryktade dubbelagenter, som betraktades som döda, och därtill Nina Bibikovas föräldrar.
Bond försöker ta reda på vad som ligger bakom rättegången. Han skickar meddelande till en agent som är stationerad i närheten och lyckas få M att övertala Stepakov att låta Spetznaz undsätta alla. Istället visar det sig att Spetznaz står på Yevgeny Yuskovichs sida, vilket förklarar deras mirakulösa attentat, och att Scales of Justice från början var en liten organisation som Yuskovich övertog namnet från för att sprida fel information och skräck. Yuskovich tänker utnyttja kaoset från rättegången för att smuggla in mycket kraftfulla kärnvapen i Irak. Genom att visa upp såväl de franska agenterna som Bond och Natkowich på foton från kärnvapenavfyrningen planerar Yuskovich att utnyttja FN:s tidsgräns för Irak och spränga hela den amerikanska armén, vilket skulle ge öppet läge för honom att ta över den ryska presidentposten och avsluta perestrojka och glasnost.
Efter anfallet hittas Bonds kropp. Det är en krigslist från Bonds sida, som förklär sig till Spetznas-officer, för att kunna frita Natkowich och de andra. Tillsammans med Stepakov lyckas de sänka Yuskovichs båtkonvoj av övertäckta kärnvapen. Som tack får Bond Leninorden.

## Karaktärer (i urval)
- James Bond
- M
- Peter Natkowitz
- Nina Bibikova
- Yevgeny Yuskovich
- Boris Stepakov
- Henri Rampart
- Stephanie Adoré
- Miss Moneypenny
- Bill Tanner
- Nigsy Meadows

## Om boken
- Gardner har vid många tillfällen berättat att det här är hans favorit-Bond-roman eftersom den har en annorlunda struktur än hans tidigare böcker. Han menar också att det också var förlaget Glidrose favorit. Kritiker anser dock att romanens intrig är väldigt lik den i Gardners Iskallt för 007.
- Romanen innehåller många referenser till Kuwaitkriget (1990-1991) (dock inte slutet, vilket antyder att boken gick till tryck innan kriget slutade). Dessutom förutspår Gardner att det skulle ske en kupp mot Sovjets ledare, vilket skedde senare under 1991, fast under andra omständigheter. Boken förutspår också att det kalla kriget snart skulle sluta, vilket också skedde.
- The man from Barbarossa etablerar att Gardners Bond inte existerar i samma universum som Ian Flemings Bond, eftersom det antyds starkt att Bond inte var en agent (i alla fall inte en 00-agent) under det tidiga 1960-talet.